# Jan Čep
Jan Čep, né le 31 décembre 1902 à Myslechovice (en allemand, Michlowitz), localité dépendant de la ville de Litovel (en allemand Littau) en Autriche-Hongrie, et mort le 25 janvier 1974 à Paris, est un écrivain et traducteur tchécoslovaque. Après 1948, il a vécu principalement en France. Il s'inscrit dans un courant d'inspiration catholique.

## Biographie
Jan Čep est né en Moravie, dans une famille paysanne. Il a fait ses études supérieures de 1922 à 1926 à l'université de Prague, où il a étudié la linguistique tchèque, française et anglaise. Dès cette époque, il voyage en Europe : Angleterre, Espagne et surtout France.
En 1926, il rejoint la petite maison d'édition de Josef Florian, à Stará Říše en Moravie, pour laquelle il effectue des traductions littéraires, puis en 1927 il travaille pour une maison d'édition pragoise comme lecteur et traducteur.
Pendant la Seconde Guerre mondiale, Jan Čep se retire dans son village natal et poursuit son œuvre littéraire. L'arrivée des communistes au pouvoir, en 1948, le contraint à l'exil en tant qu'intellectuel catholique. Il se réfugie en France.
Il épouse en 1954 la fille de Charles Du Bos, Primerose, dont il a eu en janvier 1955 des jumeaux, Jean et Claire.
Il est enterré au cimetière de La Celle-Saint-Cloud, dans le caveau familial où repose Charles du Bos.

## Œuvre

### Œuvre personnelle
Jan Čep a publié plusieurs recueils de nouvelles, un seul roman (Hranice stínu (La Frontière de l'ombre), en 1935, qui traite de la recherche de ses racines dans les paysages et les traditions du pays de ses aïeux) et des essais.

### Traductions
Les traductions représentent une part très importante de la production littéraire de Jan Čep. Il traduit en tchèque à partir de l'anglais, de l'espagnol, de l'allemand, mais principalement du français. Parmi les auteurs français ou francophones qu'il a traduits, on peut citer Balzac, Flaubert, Ramuz ; une mention particulière doit être faite de Georges Bernanos, dont il a été le secrétaire particulier pendant quelques semaines en 1935 et dont il a traduit plusieurs romans, ainsi que d'Henri Pourrat, dont il a fait apprécier le Gaspard des montagnes dans son pays.